# 全国邀请赛 (美国篮球)
全国邀请赛（英語：National Invitation Tournament，简称NIT）是美国大学男子篮球一项年度锦标赛，于常规赛结束后开打，采用单败淘汰赛的形式。该项赛季创始于1938年，在初期曾和NCAA同为美国大学男篮的顶级锦标赛，但后来衰落成NCAA之下的次级锦标赛。NIT现在的性质类似于给无法打进NCAA锦标赛球队的安慰赛，戴维·汤普森曾在1975年称其“像是一场失败者的锦标赛”。而进入2020年代，不少球队即使获得NIT资格，也会以一些理由放弃参赛。

## 历史

### 兴起
NIT由大都会篮球作家协会创立于1938年，所有比赛全在纽约前麦迪逊广场花园（MSG III，后为新建的麦迪逊广场花园）举行。纽约是当时的篮球圣地，有着出色的大学球队、众多的球迷群体和强大的媒体。在创立的头几年，NIT的上座率和营收都比NCAA高，也更受认可。1943年起，NCAA也将总决赛地点搬到麦迪逊广场花园。两项赛事的声望也渐渐平起平坐，球队可以选择同时参加这两项赛事。在二战时期，两项赛事的冠军队之间还举行了为战争筹款的总决赛。

### 衰落
1951年，美国大学篮球爆发丑闻，包括1950年NIT、NCAA双料冠军纽约市立学院在内的多所学校的一众球员被查出打假球。此次丑闻给大学篮球和纽约篮球的声誉造成了重大打击，NCAA此后再也没在纽约举办总决赛（直到2014年才回到麦迪逊广场花园举行东区分区决赛）。而NIT继续留在纽约麦迪逊广场花园进行全部比赛。
1950年代，NCAA更偏向于邀请各联盟的顶级球队而忽视了无联盟的独立球队，因而这些独立球队选择加入NIT以示抗议。两个赛事在邀请球队方面不断发生摩擦，最终于1962年达成协议，NCAA可以比NIT提前1小时给备选球队发送参赛邀请，此优先邀请权的协定使得NCAA确定了对NIT的优势。此外，NCAA在电视转播方面也大大领先于NIT。1971年，NCAA颁布了新规，要求所有被邀请的球队必须参加NCAA比赛，否则不准参加其他任何季后赛，此项规定进一步减少了NIT的强队数量。1970年代，NIT已经衰落为NCAA之下的次级锦标赛。1975年起，NIT的前期比赛不再在麦迪逊广场花园举行。
随着NIT的衰落，其简称也被人讽刺为“Not Invited Tournament”（未被邀请的锦标赛），而球迷也会以高呼“NIT!”来嘲讽没打进NCAA锦标赛的球队。例如1988年，康涅狄格大学哈士奇队常规赛在大东联盟内部战绩4胜12负排名垫底，却能在季后赛拿下NIT冠军。三届NIT冠军教练（2000，2005，2006）戴夫·奥多姆曾自嘲道，“我不确定这是我的简历上的亮点还是污点。”
2001年，NIT提起对NCAA的反垄断诉讼，最终于2005年以NCAA收购NIT运营权的形式和解。步入2020年代，不少球队即便受邀了也不愿参加NIT比赛，在2024年，有17支球队拒绝了NIT的参赛邀请。